# Endomychus gorhami
Endomychus gorhami là một loài bọ cánh cứng trong họ Endomychidae. Loài này được Lewis miêu tả khoa học năm 1874.